# J. Safra Sarasin Swiss Open Gstaad 2018 - Qualificazioni singolare
Le qualificazioni del singolare del J. Safra Sarasin Swiss Open Gstaad 2018 sono state un torneo di tennis preliminare per accedere alla fase finale della manifestazione. I vincitori dell'ultimo turno sono entrati di diritto nel tabellone principale. In caso di ritiro di uno o più giocatori aventi diritto a questi sono subentrati i lucky loser, ossia i giocatori che hanno perso nell'ultimo turno ma che avevano una classifica più alta rispetto agli altri partecipanti che avevano comunque perso nel turno finale.

## Teste di serie
1. Yannick Hanfmann (qualificato)
2. Jürgen Zopp (qualificato)
3. Ernests Gulbis (ritirato)
4. Adrián Menéndez Maceiras (qualificato)

1. Facundo Bagnis (qualificato)
2. Matteo Donati (primo turno)
3. Kenny de Schepper (primo turno)
4. Viktor Galović (ultimo turno, lucky loser)

## Qualificati
1. Yannick Hanfmann
2. Jürgen Zopp

1. Facundo Bagnis
2. Adrián Menéndez Maceiras

### Lucky loser
1. Viktor Galović

1. Oriol Roca Batalla

## Tabellone

### Legenda
| - Q = Qualificato - WC = Wild card - LL = Lucky loser | - ALT = Alternate - SE = Special Exempt - PR = Protected Ranking | - w/o = Walkover - r = Ritirato - d = Squalificato |

### Sezione 1
|  | Primo turno | Primo turno      | Primo turno      | Primo turno | Primo turno |  |  | Ultimo turno | Ultimo turno     | Ultimo turno | Ultimo turno | Ultimo turno |  |
|  |             |                  |                  |             |             |  |  |              |                  |              |              |              |  |
|  | 1           | Yannick Hanfmann | Yannick Hanfmann | 6           | 6           |  |  |              |                  |              |              |              |  |
|  | WC          | Luca Margaroli   | Luca Margaroli   | 4           | 2           |  |  | 1            | Yannick Hanfmann | 64           | 7            | 6            |  |
|  | Alt         | Gonzalo Escobar  | 3                | 6           | 65          |  |  | 8            | Viktor Galović   | 7            | 65           | 4            |  |
|  | 8           | Viktor Galović   | 6                | 3           | 7           |  |  |              |                  |              |              |              |  |

### Sezione 2
|  | Primo turno | Primo turno        | Primo turno        | Primo turno | Primo turno |  |  | Ultimo turno | Ultimo turno       | Ultimo turno       | Ultimo turno | Ultimo turno |  |
|  |             |                    |                    |             |             |  |  |              |                    |                    |              |              |  |
|  | 2           | Jürgen Zopp        | Jürgen Zopp        | 6           | 6           |  |  |              |                    |                    |              |              |  |
|  | Alt         | Andrés Molteni     | Andrés Molteni     | 2           | 3           |  |  | 2            | Jürgen Zopp        | Jürgen Zopp        | 6            | 6            |  |
|  |             | Oriol Roca Batalla | Oriol Roca Batalla | 6           | 7           |  |  |              | Oriol Roca Batalla | Oriol Roca Batalla | 3            | 4            |  |
|  | 7           | Kenny de Schepper  | Kenny de Schepper  | 2           | 5           |  |  |              |                    |                    |              |              |  |

### Sezione 3
|  | Primo turno | Primo turno    | Primo turno   | Primo turno | Primo turno |  |  | Ultimo turno | Ultimo turno   | Ultimo turno   | Ultimo turno   | Ultimo turno |  |
|  |             |                |               |             |             |  |  |              |                |                |                |              |  |
|  | Alt         | Yann Marti     | Yann Marti    | 6           | 6           |  |  |              |                |                |                |              |  |
|  | Alt         | Adrian Bodmer  | Adrian Bodmer | 4           | 3           |  |  | Alt          | Yann Marti     | Yann Marti     | Yann Marti     |              |  |
|  |             | Kevin Krawietz | 3             | 6           | 2           |  |  | 5            | Facundo Bagnis | Facundo Bagnis | Facundo Bagnis | w/o          |  |
|  | 5           | Facundo Bagnis | 6             | 4           | 6           |  |  |              |                |                |                |              |  |

### Sezione 4
|  | Primo turno | Primo turno              | Primo turno              | Primo turno | Primo turno |  |  | Ultimo turno | Ultimo turno             | Ultimo turno             | Ultimo turno | Ultimo turno |  |
|  |             |                          |                          |             |             |  |  |              |                          |                          |              |              |  |
|  | 4           | Adrián Menéndez Maceiras | Adrián Menéndez Maceiras | 6           | 7           |  |  |              |                          |                          |              |              |  |
|  | PR          | Santiago Giraldo         | Santiago Giraldo         | 3           | 5           |  |  | 4            | Adrián Menéndez Maceiras | Adrián Menéndez Maceiras | 6            | 6            |  |
|  | WC          | Jakub Paul               | 4                        | 6           | 6           |  |  | WC           | Jakub Paul               | Jakub Paul               | 3            | 0            |  |
|  | 6           | Matteo Donati            | 6                        | 4           | 4           |  |  |              |                          |                          |              |              |  |